# リビオ・ジャン＝シャルル
リビオ・ジャン＝シャルル（Livio Philippe Jean-Charles、1993年11月8日 - )は、フランス領ギアナのカイエンヌ出身のプロバスケットボール選手。ポジションはパワーフォワード。身長 206cm、体重104.4kg。

## 経歴

### LNB
2011-12シーズンは19試合に出場、2012-13シーズンは24試合に出場しプレーオフにも進んだ。

### NBA
2013年6月に行われたNBAドラフトでサンアントニオ・スパーズに全体の28位で指名され、2010年のNBAドラフトで17位で指名されたケビン・セラフィンに続くフランス領ギアナ出身選手のドラフト指名となった。
2016年6月、サンアントニオ・スパーズと契約する計画があることが報じられ、7月22日、トレーニングキャンプに関する契約を結んだ。しかし、開幕ロースターに残ることが出来ず、10月22日に解雇。解雇後の同月30日に傘下のオースティン・スパーズに送られ、NBAを目指すことになった。しかし、NBA昇格は叶わず、2017年3月29日に古巣のアスヴェル・バスケットへの復帰が発表された。

### ヨーロッパでのキャリア
2022年7月18日、VTBユナイテッドリーグに所属するCSKAモスクワと1年プラスオプション1年の契約内容での加入が発表された。

## フランス代表
2009年はU-16欧州選手権、2010年はU-18欧州選手権に出場し、2011年もU-18欧州選手権に出場した。2012年のU-20欧州選手権では銀メダルを獲得し、2013年のU-20欧州選手権では1試合平均17.2得点、6.2リバウンドの活躍を見せた。

## ナイキ・フープサミット
ナイキ・フープサミットの世界選抜に選ばれ、両チームでトップとなる27得点、13リバウンドの活躍を見せ世界選抜チームの勝利に貢献した。